# Гьёгюр
Гьёгюр (исл. Gjögur, исландское произношение: [ˈkjœːkʏr̥] слушатьо файле) — небольшое рыбацкое поселение, существовавшее до конца XX века на северо-западе Исландии в Аурнесхреппюр примерно в 40 км к северу от Хоульмавика, между Трьекидлисвиком (исл. Trékyllisvík) и Рейкьяр-фьордом (исл. Reykjarfjörður).

## Этимология названия
Исландское слово «gjögur» означает узкую пропасть между морскими скалами или пещеру под утесами выступающими в море. Общий смысл — расщелина в морской скале.

## История
В первом письменном упоминании — датируемым 1774 годом стихотворении «Ægis-drekka»  исландского поэта и писателя Эггерта Оулафссона (1726—1768), говорится, что в Гьёгюре ловят лучшую акулу в Исландии.
Во всех последующих письменных источниках Гьёгюр также упоминается в контексте ловли акул, в частности исландский геолог и географ, один из самых известных исландских ученых своего времени, Торвальдюр Тороддсен (исл. Þorvaldur Thoroddsen; 1855-1921) писал, что на рубеже 1800-х годов в Гьёгюре было 3-4 судна постоянно занимающихся ловлей акул. В начале XX века, когда Гьёгюр получил статус населенного пункта и стал самой крупной рыболовецкой станцией на Западных Фьордах специализирующейся на ловле акул для производства хаукадля, в рыболовный сезон здесь одновременно вели лов около 15-18 судов, на каждом из которых находилось по 7-11 человек. Позднее, с истощением рыбных запасов, ловля стала сокращаться и к концу 1980-х прекратилась вовсе.
Сейчас в Гьёгюре нет постоянного населения, но существует большое число так называемых "летних домов" (исл. sumarbústaður), которые используются исландцами как "второй дом" или дача в летний период или сдаются в аренду туристам. С 1994 года в Гьёгюре работает автоматическая метеорологическая станция. В 1996 был открыт аэропорт, обслуживающий весь Страндир (регион расположенный к северу от Драунгснес вдоль западной стороны Хрута-фьорда и Хунафлоуи до южной оконечности Ходнстрандир).
В поселении есть морской причал, отель, небольшой магазин-кафе.